# Книга на пророк Агей
Книга на пророк Агей е книга от Стария завет на Библията, десетата от книгите на 12-те малки пророци в Библията. Състои се от 2 глави и датира от около 520 г. пр.н.е. – преди да бъде построен наново Йерусалимският храм.
Книгата на Агей е кръстена на нейния предполагаем автор - пророк Агей. В книгата няма биографични сведения за пророка. Името Агей идва от еврейския словесен корен „hgg“, което означава „да направя поклонение“.
Книгата на Агей е написана през 520 г. пр.н.е., около 18 години след като Кир II завладява Вавилон и издава указ през 538 г. пр.н.е., който позволява на пленените евреи да се върнат в Юдея. Кир II вижда възстановяването на храма като необходимо за възстановяването на религиозните практики и чувството за народност след дълго изгнание.
Посланието на Агей е изпълнено с неотложност хората да продължат с възстановяването на втория Йерусалимски храм. Агей обяснява неотдавнашната суша с отказа на хората да възстановят храма, който той смята за ключ към славата на Йерусалим. Книгата завършва с предсказанието за падението на царствата, с един Зоровавел – управител на Юда, като избран от Господа водач. Езикът тук не е толкова фино изработен, както в някои други книги на малките пророци, но посланието изглежда ясно.
Агей съобщава, че три седмици след първото си пророчество възстановяването на храма започва на 7 септември 521 г. пр.н.е. : „...и те дойдоха и почнаха да работят в дома на Господа Саваота, своя Бог, в двайсет и четвъртия ден на шестия месец, през втората година на цар Дария.“ [Книга на пророк Агей 1:14-15], а книгата на Ездра посочва, че е завършен на 25 февруари 516 г. пр.н.е. : „Свършен биде тоя дом на третия ден от месец адар, в шестата година от царуването на цар Дария.“ [Първа книга на Ездра 6:15].

## Структура
1. Божествено обявление: Заръка да бъде построен храма [Книга на пророк Агей 1:1-15]
  1. Въведение: Неохотни строители [Книга на пророк Агей 1:1-2]
  2. Безплоден напредък [Книга на пророк Агей 1:3-12]
  3. Обещание и прогрес [Книга на пророк Агей 1:13-15]
2. Божествено обявление: Настъпващата слава на храма [Книга на пророк Агей 2:1-9]
  1. Господ ще изпълни своите обещания [Книга на пророк Агей 2:1-5]
  2. Пълната прелест на храма [Книга на пророк Агей 2:6-9]
3. Божествено обявление: Благословия за осквернения народ [Книга на пророк Агей 2:10-19]
  1. Отминалото нещастие [Книга на пророк Агей 2:10-17]
  2. Бъдеща благословия [Книга на пророк Агей 2:18-19]
4. Божествено обявления: Зоровавел избран за водач [Книга на пророк Агей 2:20-23]